# Баранов, Владимир Борисович
Баранов Владимир Борисович (16 сентября 1934, Москва — 3 августа 2023, Москва) — советский и российский учёный в области механики. Доктор физико-математических наук, профессор.

## Биография
Родился в семье рабочего-электрика Бориса Ивановича Баранова (1912—1968) и служащей на фабрике Людмилы (Хаи) Вениаминовны Барановой (урождённой Коган, 1913—1986). Отец обладал красивым голосом, был солистом самодеятельного хора, его сёстры имели музыкальное образование и работали музыкальными педагогами.
Среднюю школу окончил с серебряной медалью (1952). В том же году окончил первый курс Музыкального училища при Московской государственной консерватории им. П. И. Чайковского по классу скрипки профессора Ю. И. Янкелевича. В составе струнного квартета МГУ получил серебряную медаль лауреата Международного фестиваля молодежи и студентов по разделу «Камерные ансамбли» (Москва, 1957 г.).
Окончил механико-математический факультет МГУ (1957). Ученик Г. И. Петрова. Поступил в аспирантуру (1957), но по семейным обстоятельствам перевёлся на заочную форму обучения и с 1958 года начал работать в НИИ-1 (ныне — Центр научных исследований им. М. В. Келдыша). Старший инженер, старший научный сотрудник (1958—1966). Кандидат наук (1962), тема диссертации: «Об уравнениях магнитной гидродинамики для полностью ионизованного газа и некоторые задачи, связанные с анизотропией свойств переноса».
С 1966 года работал в Институте космических исследований АН СССР (ИККИ), старший научный сотрудник, заведующий лабораторией (1986).
Доктор физико-математических наук (1970), тема диссертации: «Гидродинамические течения анизотропной плазмы».
С 1987 года — в Институте проблем механики АН СССР, зав. лабораторией «Физической газовой динамики», с 2007 года — главный научный сотрудник.
Умер 3 августа 2023 года на 89-м году жизни.

## Научные интересы
Гидроаэромеханика, магнитная гидродинамика, физика плазмы, космическая газовая динамика. Основные работы посвящены гидродинамическим течениям плазмы в сильных магнитных полях, нарушающих изотропию свойств переноса, фундаментальным проблемам обоснования гидродинамических уравнений для плазмы, созданию модели взаимодействия межпланетной и межзвездной сред, созданию других гидродинамических моделей физических явлений, встречающихся в космических условиях.

### Интересный научный результат
Пересечение американскими космическими аппаратами «Вояджер — 1» и «Вояджер — 2» ударной волны торможения солнечного ветра в декабре 2004 г. и в сентябре 2007 г. на расстояниях от Солнца в 84 а. е. и 94 а. е. соответственно (1 а. е. — расстояние от Земли до Солнца). С точностью до нескольких процентов это расстояние было предсказано в предложенной В. Б. Барановым (с соавт.) математической модели взаимодействия солнечного ветра с окружающей солнечную систему межзвездной средой почти за 25 лет до этих пересечений.
Автор и соавтор более 100 научных работ.

## Педагогическая деятельность
С 1966 года преподавал на механико-математическом факультете МГУ, доцент, профессор (1976) кафедры аэромеханики и газовой динамики по совместительству. Читает спецкурсы: «Гидроаэромеханика», «Введение в магнитную гидродинамику», «Введение в кинетическую теорию газов», «Космическая газовая динамика». Руководит спецсеминарами по аэромеханике и газовой динамике. Подготовил 16 кандидатов наук, из которых 5 стали докторами наук.

## Награды, премии и почётные звания
- Лауреат премии им. С. А. Чаплыгина,
- «Соросовский профессор» (1994—2000), профессорский Грант Москвы (2001—2006).
- орден «Знак Почёта» (1972),
- медаль им. Г. И. Петрова РАН (2006),
- медаль им. М. В. Келдыша Федерации Космонавтики.

## Семья
- Жена — Зародзинская Ирена Здиславовна (род. 13 июля 1931) — музыкант
- Дочь — Тихонова, Юлия Владимировна (род. 1958) — сценарист документального кино и телевидения, автор телепрограмм.
- Сын — Баранов Игорь Владимирович (род. 1961) — окончил механико-математический факультет МГУ. Несколько лет работал в области структурной лингвистики. В настоящее время поэт, литературный переводчик и директор «Издательства францисканцев»[5], эксперт The Institute of Contemporary Development.

### Другие сочинения
Роман «ИЗ XX В XXI ВЕК: ИСТОРИЯ ОДНОЙ ЖИЗНИ». Москва: «Флинта», 2009. ISBN 978-5-9765-0847-7